# Liceul Românesc din Bitola
Liceul Românesc din Bitola a fost o instituție de învățământ secundar, care a funcționat în orașul Bitola din Imperiul Otoman între 1880 și 1913 și a devenit în acea epocă instituția principală de învățământ românesc din spațiul Turciei europene.
A jucat, de asemenea, un rol important în propaganda culturală și națională românească printre vlahii balcanici din Macedonia și Epir.

## Context

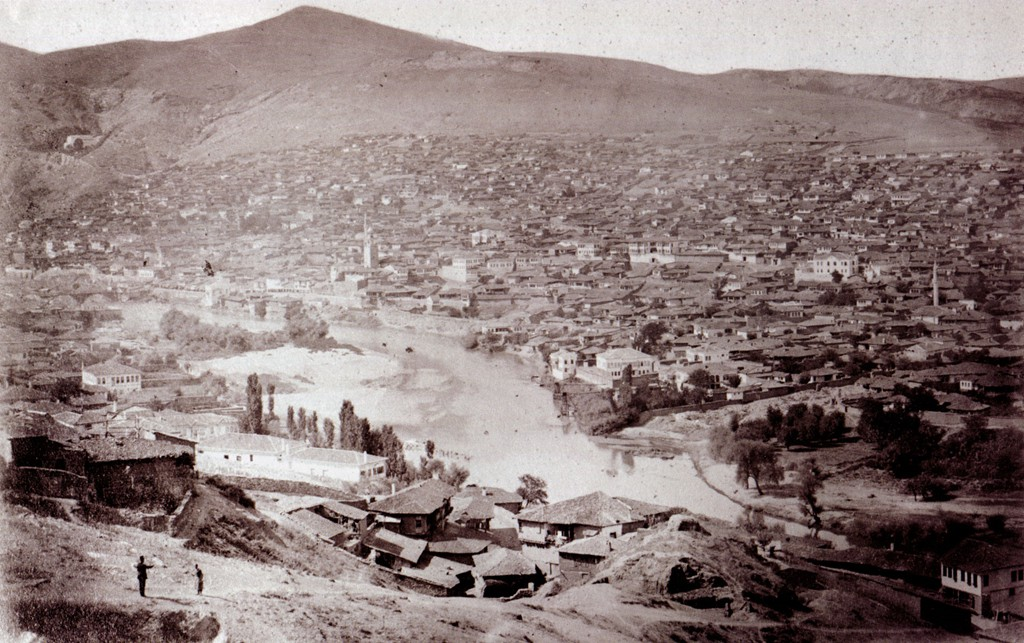
Manastir (Bitola) la sfârșitul secolului al XIX-lea.

Centru administrativ al unui vilaiet⁠(en)[traduceți] al Imperiului Otoman situat în Peninsula Balcanică, Bitola (Manastir) era locuită de aproximativ 10.000 de aromâni din cei 60.000 de locuitori ai săi, la începutului secolului XX. Deoarece avea o comunitate aromâneascã suficient de activă și de numeroasă, orașul a beneficiat de existența unui liceu românesc susținut financiar de către statul român, inclusiv cu profesori licențiați ai Universității din București .
După Războaiele Balcanice, Bitola a fost încorporat Serbiei, context în care statul român nu a insistat pentru includerea în prevederile Tratatului de la București, din 1913, a unor garanții clare în ce privește recunoașterea autonomiei culturale și bisericești a aromânilor. În consecință, promisiunile miniștrilor de externe ai Greciei, Bulgariei și Serbiei referitoarea la respectarea drepturilor aromânilor, exprimate de aceștia în cadrul unui schimb de scrisori omologul acestora din Regatului României, Titu Maiorescu, nu au fost respectate. Astfel, în Macedonia, majoritatea bisericilor și școlilor românești au fost închise.

## Activitate

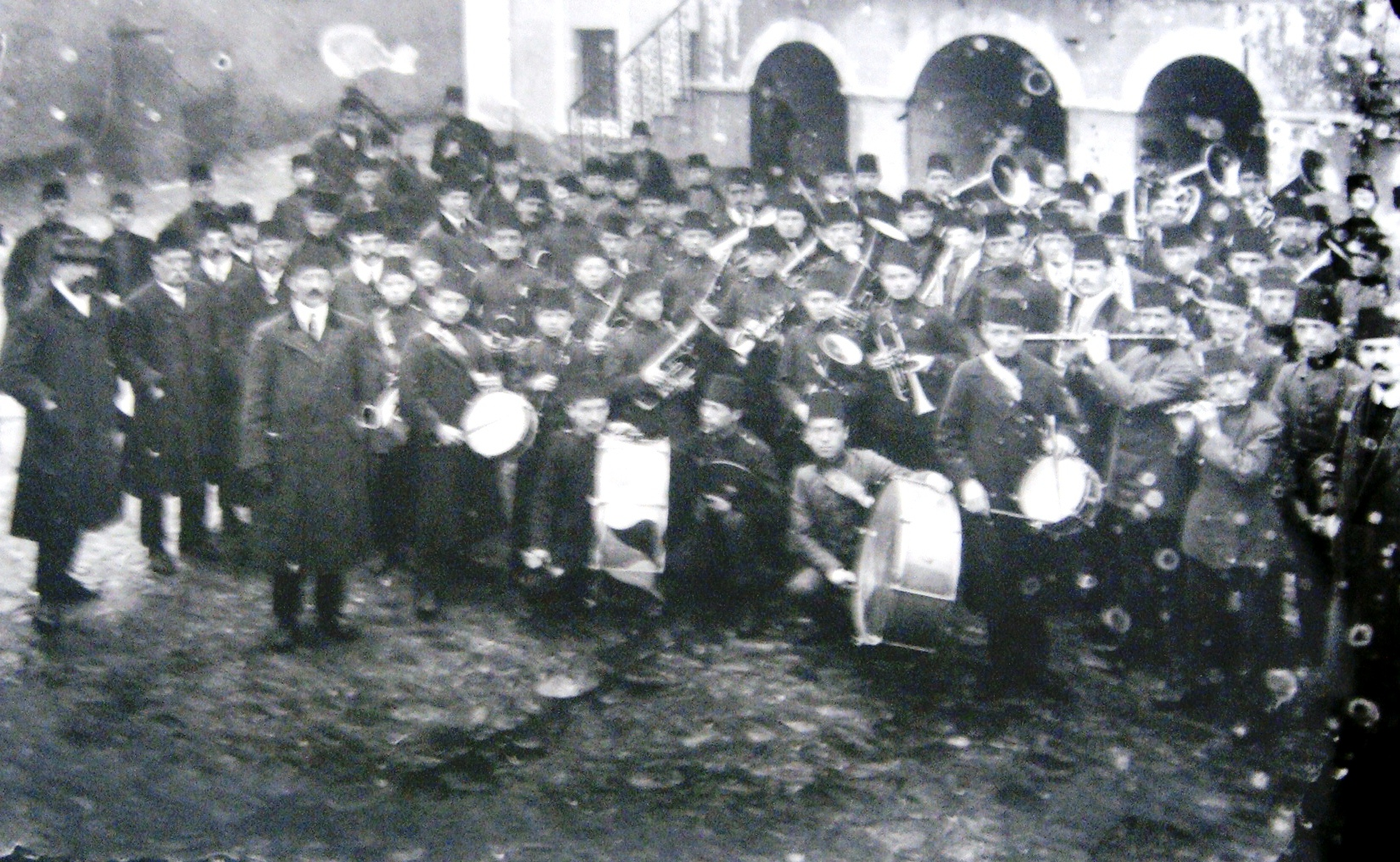
Orchestra liceului în 1905 (fotografiată de către frații Manaki)

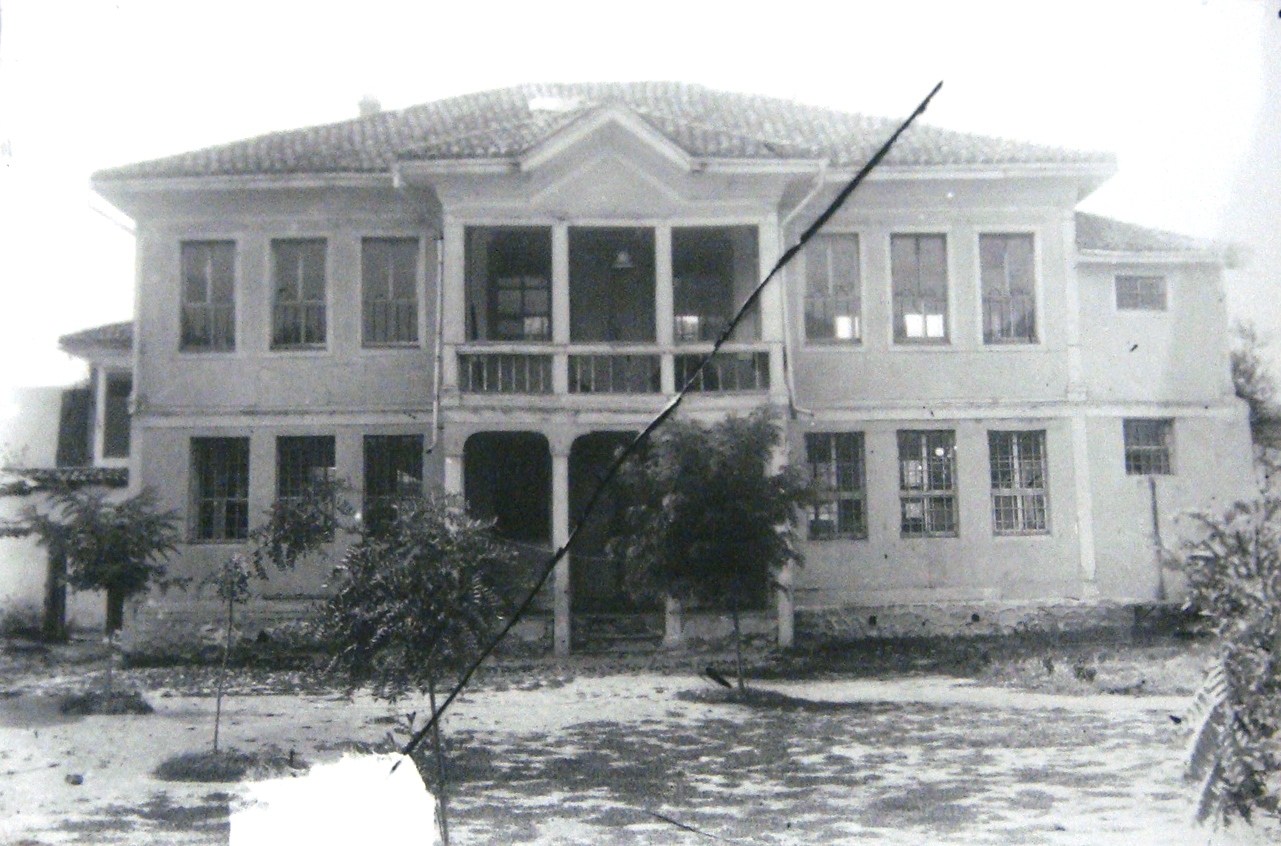
Școala Normală de Fete din Bitola.

Instituție de învățământ secundar, Liceul Românesc din Bitola a funcționat între 1880 și 1913, devenind în epocă instituția principală de învățământ românesc din spațiul Turciei europene.
Procesul didactic s-a desfășurat având la bază predarea următoarelor materii: Limba Română, Latină, Franceză, Greacă și Turcă, Filosofie, Matematică, Chimie, Științe naturale, Istorie, Geografie, Muzică, Desen, Caligrafie, Gimnastică, Pedagogie, Contabilitate, Drept administrativ și economic.
În același oraș, se mai afla și o școală normală de fete, la care se predau Limba Română, Franceză și Greacă, Matematică, Științe naturale, Istorie, Geografie, Canto, Desen, Caligrafie, Religie, Istorie bisericească, Pedagogie, Igienă și Croitorie.
După încheierea Păcii de la București din 1913, liceul de băieți și școala de fete din Bitola au fost închise, aceste fiind mutate la Grevena, în Grecia.

## Clădirea
În prezent Bitola se află în sudul statului macedonean, în apropiere de frontiera cu Grecia. În anul 2006 clădirea liceului era părăsită și situația juridică a imobilului era neclară, deoarece autoritățile susțineau că documentele de proprietate care atestau proprietatea statului român asupra clădirii fuseseră pierdute de autoritățile comuniste de la Belgrad.